# Cymbalaria pubescens
Cymbalaria pubescens là một loài thực vật có hoa trong họ Mã đề. Loài này được (J.Presl & C.Presl) Cufod. mô tả khoa học đầu tiên năm 1947.